# Gertrude Caton Thompson
Gertrude Caton Thompson (Londres, 1 de fevereiro de 1888 – Broadway, Worcestershire, 18 de abril de 1985) foi uma arqueóloga inglesa em uma época em que a participação de mulheres na disciplina era incomum. Grande parte de seu trabalho arqueológico foi realizado no Egito. No entanto, ela também trabalhou em expedições no Zimbábue, Malta e Arábia do Sul. Suas contribuições notáveis para o campo da arqueologia incluem a criação de uma técnica para escavar sítios arqueológicos e informações sobre civilizações paleolíticas a pré-dinásticas no Zimbábue e no Egito. Caton Thompson ocupou muitos cargos oficiais em organizações como a Prehistoric Society e o Royal Anthropological Institute.

## Primeiros anos
Gertrude Caton Thompson nasceu para William Caton Thompson e Ethel Page em 1888 em Londres, Inglaterra, e frequentou escolas particulares em Paris e em Eastbourne, incluindo a Links School, dirigida por Miss Hawtrey. Seu interesse pela arqueologia começou em uma viagem ao Egito com sua mãe em 1911, seguida por uma série de palestras sobre a Grécia Antiga ministradas por Sarah Paterson no Museu Britânico. Uma herança recebida em 1912 ajudou a garantir sua independência financeira e a sustentar suas escavações posteriores. A primeira experiência de Caton Thompson na área veio em 1915, trabalhando como lavador de garrafas em uma escavação na França. Durante a Primeira Guerra Mundial, ela trabalhou para o Ministério Britânico de Navegação, na qual participou da Conferência de Paz de Paris em 1919. Em 1921, Caton Thompson iniciou seus estudos na University College London, onde foi ensinada por Margaret Murray, Flinders Petrie e Dorothea Bate, escavando no Alto Egito durante o inverno daquele ano. No ano seguinte, ela começou a frequentar cursos no Newnham College, Cambridge, antes de se juntar a outras escavações no Egito com Petrie e Guy Brunton em 1924.

## Trabalho em Malta
Em 1921, juntamente com Margaret Murray, Gertrude Caton Thompson ajudou na escavação do templo megalítico de Borg in-Nadur, perto da Baía de São Jorge, em Malta. Suas responsabilidades incluíam investigar as cavernas próximas ao templo em busca de crânios de neandertais como evidência de uma ponte de terra entre Malta e o continente africano. Embora ela não tenha encontrado evidências para apoiar essa teoria, a escavação produziu outros artefatos notáveis, como a cerâmica da Idade do Bronze que se assemelhava aos estilos sicilianos do mesmo período.

## Trabalho no Egito
Durante a década de 1920, ela trabalhou como arqueóloga, principalmente no Egito, para a Escola Britânica de Arqueologia Egito, embora também tenha realizado trabalho de campo em Malta. No Egito, ela participou de escavações em vários locais, incluindo Abidos, El-Badari,  e Qau el Kebir. Caton Thompson teve um interesse especial em todos os aspectos da pré-história do Egito e foi uma das primeiras arqueólogas a observar o espectro em tempo integral desde o Paleolítico até o Egito Pré-dinástico. Caton Thompson não apenas encontrou vários artefatos arqueológicos do Egito, como também organizou sua exibição na Exposição Egípcia na Inglaterra. Muitos desses achados estão agora na coleção do Museu Britânico.
Enquanto trabalhava na região de Badari de 1923 a 1924, ela tomou a iniciativa de explorar os restos de assentamentos pré-históricos em Hemamieh. O trabalho de Caton Thompson no local foi distinguido por sua meticulosidade. Caton Thompson começou seu trabalho organizando o local em intervalos de dez por trinta pés. Ela escavou cuidadosamente em níveis arbitrários de quinze centímetros e registrou a posição exata de cada artefato. Junto com suas técnicas de escavação, Caton Thompson também foi a primeira a usar levantamentos aéreos para localizar sítios arqueológicos. Tais abordagens à escavação estavam, em muitos aspectos, uma geração à frente de seu tempo e "a diferencia de seus contemporâneos e da maioria de seus sucessores".
Em 1925, Caton Thompson e a geóloga Elinor Wight Gardner iniciaram o primeiro levantamento arqueológico e geológico do norte de Faiyum, onde procuraram correlacionar os níveis de lagos antigos com a estratificação arqueológica. Caton Thompson encontrou a primeira civilização agrícola até hoje na região de Fayum do Egito, estimada em cerca de 4000 a.C. Eles continuaram trabalhando no Faiyum nos próximos dois anos para o Instituto Real de Antropologia, onde descobriram duas culturas neolíticas desconhecidas, principalmente baseadas em evidências de suas escavações Kom K e Kom W.
Caton Thompson e Wight Gardner também trabalharam em sítios pré-históricos no Oásis de Carga em 1930. Sua publicação, intitulado "Oásis de Carga na pré-história", foi a primeira publicação da nova Athlone Press da Universidade de Londres. Também as pederneiras que ela foi autorizada a trazer de volta para Londres estão permanentemente alojadas no Instituto de Arqueologia em Londres. Isso levou a pesquisas mais amplas sobre as civilizações paleolíticas do norte da África, que Caton Thompson publicou em 1952.  Caton Thompson fez sua primeira visita ao Oásis de Carga em 1928 durante sua expedição às escavações do Zimbábue. Houve três expedições ao Oásis de Carga de 1930 a 1933. Elinor Gardner fez o levantamento de muitas das escavações. Caton Thompson teve que escavar apenas para artefatos paleolíticos porque havia uma variedade de civilizações pré-históricas no Oásis de Carga, incluindo artefatos neolíticos. Caton Thompson determinou que a escarpa Carga continha água sem chuva, o que ajudou a fornecer água a uma civilização neolítica. Como a escarpa de Carga continha muitos sítios paleolíticos, ela conseguiu escavar muitos implementos usados por essas civilizações.

## Trabalho na Grande Zimbábue
Em 1928, a Academia Britânica convidou Caton Thompson para investigar as origens das ruínas no sudeste do Zimbábue, perto do Lago Mutirikwe. O local continha três conjuntos de estruturas que continham vários edifícios. Conhecido desde o século XVI, o Grande Zimbábue havia sido escavado anteriormente por James Theodore Bent e David Randall-MacIver, e a controvérsia se espalhou sobre se o local era obra de africanos (na opinião de MacIver) ou de alguma outra civilização. Caton Thompson montou uma expedição feminina para as escavações do Zimbábue, que foi a primeira desse tipo. Caton Thompson usou cerâmica, que era semelhante ao que os aldeões modernos estavam usando, e estruturas como paredes de terraços para determinar quem construiu as estruturas no local. Trabalhando com Kathleen Kenyon, as escavações de Caton Thompson levaram-na à visão inequívoca de que o Zimbábue era o produto de uma "civilização nativa". A afirmação atraiu considerável atenção negativa da imprensa e foi recebida negativamente por muitos dentro da comunidade arqueológica. Ela recebeu cartas de ódio de Victor Loret e Alfred Charles Auguste Foucher, cujos pontos de vista sobre o Grande Zimbábue ela desafiou. Caton Thompson alegou manter cartas hostis de especialistas locais em um arquivo marcado como "insano". Arqueólogos modernos agora concordam que a cidade foi o produto de uma civilização africana de língua xona.

## Vida pós-trabalho
Em 1932, ela contratou Mary Leakey para ilustrar seu livro The Desert Fayum, influenciando muito sua carreira posterior em paleoantropologia. No final de 1937, Caton Thompson e Elinor Gardner, acompanhados por Freya Stark, iniciaram a primeira escavação sistemática no Iêmen em Hadramaut. No entanto, as relações entre Caton Thompson e Stark eram notoriamente tensas, com Stark ridicularizando uma arqueóloga anônima, mas identificável, em seu livro A Winter in Arabia em 1940.
Caton Thompson se aposentou do trabalho de campo após a Segunda Guerra Mundial. Amigo de longa data de Dorothy Hoare, colega de Cambridge, Caton Thompson comprou e dividiu uma casa com Hoare. Depois que Hoare se casou com José "Toty" M. de Navarro, outro professor de arqueologia de Cambridge, os Navarro continuaram a dividir a casa com Caton Thompson. Quando ela e os Navarros se aposentaram da vida acadêmica em 1956, Caton Thompson mudou-se com eles para sua casa na Broadway, Worcestershire - Court Farm. Caton Thompson passou a ter seu lançamento de memórias como uma autobiografia intitulada "Mixed Memoirs" em 1983. Ela residiria com eles e seu filho, Michael, pelo resto de sua vida. Ela morreu em 1985, em seu 97º ano na Broadway, Worcestershire.

## Honraria e medalhas
Em 1938 ela foi oferecida o cargo de Professora de Arqueologia da Disney em Cambridge, mas rejeitou o papel que foi posteriormente aceito por Dorothy Garrod. No entanto, ela foi pesquisadora do Newnham College, Cambridge, em 1923, e pesquisadora honorária de 1934 a 1945, recebendo um LittD honorário em 1954. Ela foi a primeira mulher presidente da Sociedade Pré-Histórica de 1940 a 1946, sendo também eleita membro da Academia Britânica em 1944. Caton Thompson também foi eleita para a vice-presidência do Instituto Real de Antropologia da Grã-Bretanha e Irlanda em 1944. Ela recebeu a Medalha Huxley do Instituto Real em 1946. Em 1934, Caton Thompson também foi a primeira mulher a receber a Medalha Rivers também na mesma instituição. Em 1961, ela foi membro fundadora da Escola Britânica de História e Arqueologia na África Oriental, além de ter sido nomeada membro honorário depois de servir no conselho por dez anos.

## Obras
- Guy Brunton, G. Caton Thompson, The Badarian civilisation and predynastic remains near Badari, Escola Britânica de Arqueologia no Egito, Londres, 1928.
- A Cultura do Zimbábue, 1931; F. Cass, 1970
- Gertrude Caton Thompson, Elinor Wight Gardner The Desert Fayum, Instituto Real Antropológico da Grã-Bretanha e Irlanda, 1934.
- The Tombs and Moon Temple of Hureidha (Hadhramaut), Oxford para a Sociedade de Antiquários de 1944
- Kharga Oasis in Prehistory, Universidade de Londres, 1952
- Memórias mistas, Paradigm Press, 1983